# Charles Cowden Clarke
Pour les articles homonymes, voir Charles Clarke.
Œuvres principales
- Tales from Chaucer (1833)

Charles Cowden Clarke, né le 15 décembre 1787 à Enfield et mort le 13 mars 1877 à Gênes, est un auteur anglais.

## Biographie
Le père de Charles Cowden Clarke, John Clarke, est enseignant à la Clarke's Academy à Enfield Town, et a pour élève notamment John Keats. Charles Clarke enseigne les lettres à Keats et l'encourage à aimer la poésie. Il connaissait Charles et Mary Lamb et fit ensuite connaissance avec Shelley, Leigh Hunt, Coleridge, Hazlitt, William Charles Macready, Charles Dickens, Douglas Jerrold et William Godwin. En partenariat avec Alfred Novello (en), Clarke devient éditeur de musique et épouse en 1828 Mary Victoria (1809-1898), sœur de son associé, fille aînée de Vincent Novello, qui doit sa renommée à son ouvrage Concordance to Shakespeare dans l'année qui suit leur mariage.
Cowden Clarke publie de nombreux livres utiles et édite les textes sur les poètes britanniques de John Nichol (en). Son travail le plus important consiste en conférences données entre 1834 et 1856 sur Shakespeare et d'autres sujets littéraires. Certaines des séries les plus remarquables ont été publiées, parmi lesquelles figurent Shakespeare's Characters (1863) et Molière's Characters (1865). En 1859, il publie un volume de poèmes originaux, Carmina Minima.
En 1832, le joueur de cricket John Nyren (en) entame une collaboration avec Clarke, qui consigne les souvenirs de Nyren sur l’ère Hambledon et les publie en série dans un périodique appelé The Town. L'année suivante, la série d'articles parait sous le titre The Cricketers of My Time fait partie d'un livre d'instructions intitulé The Young Cricketer's Tutor. Il devient une source majeure pour l'histoire et les personnalités du cricket de l'époque géorgienne et est également considéré comme le premier classique de la riche histoire littéraire du cricket.
Pendant quelques années suivant leur mariage, les Cowden Clark vivent avec les Novello à Londres. En 1849, Vincent Novello et sa femme s'installèrent à Nice où les Cowden Clarkes le rejoignent en 1856. Après sa mort, ils vivent à Gênes, à la "Villa Novello". Ils collaborèrent dans The Shakespeare Key, unlocking the Treasures of his Style... (1879) et dans une édition de Shakespeare pour Messieurs Cassell, publiée en épisodes hebdomadaires et achevée en 1868. Il fut réédité en 1886 en tant que Cassell's Illustrated Shakespeare. Charles Clarke décède à Gênes et sa femme lui survit jusqu'au 12 janvier 1898. Parmi les autres œuvres de Mme Cowden Clarke, citons The Girlhood of Shakespeare's Heroines (3 volumes, 1850-1852) et une traduction du Traité de Berlioz sur l'instrumentation moderne Orchestration (1856).

## Œuvres
- Tales from Chaucer (1833)
- Adam, the Gardener (1834)
- Carmina Minima (1859)
- "Many Happy Returns of the Day!" A Birth-Day Book (co-written, 1860)
- Shakespeare-Characters, Chiefly Those Subordinate (1863)
- Molière-Characters (1865)
- Recollections of Writers (co-written, 1878)
- The Shakespeare Key (co-written, 1879)